# Вимиль
Вимиль (фр. Wimille) — коммуна во Франции, регион О-де-Франс, департамент Па-де-Кале, округ Булонь-сюр-Мер, кантон Булонь-сюр-Мер-1. Расположен в 5 км к северу от Булонь-сюр-Мер, на обоих берегах реки Вимере, в 1 км от автомагистрали А16 «Европейская». На западе коммуны находится железнодорожная станция Вимиль-Вимрё линии Булонь-Кале.
Население (2018) — 4 031 человек.

## История
В июне 1785 года французский естествоиспытатель Жан-Франсуа Пилатр де Розье предпринял попытку перелететь на воздушном шаре Ла-Манш, но шар загорелся, и Розье погиб. Это событие стало первой катастрофой в истории авиации.
В 1804 году в Вимиле располагалась часть армии Наполеона, готовящейся ко вторжению в Англию. Этой операции не суждено было состояться, но в память о Великой армии в Вимиле была сооружена 50-метровая колонна, строительство которой было начато в 1804 году и завершено в 1841 году. Венчает колонну статуя Наполеона.

## Достопримечательности
- Колонна Великой армии
- Церковь Святого Петра XII века
- Фонтан XVII века
- Шато Денакр XVII века
- Шато Lozembrune, Grisendal and Billeauville XVIII века

## Экономика
Структура занятости населения:
- сельское хозяйство — 3,1 %
- промышленность — 31,2 %
- строительство — 11,7 %
- торговля, транспорт и сфера услуг — 27,3 %
- государственные и муниципальные службы — 26,8 %

Уровень безработицы (2017) — 17,7 % (Франция в целом — 13,4 %, департамент Па-де-Кале — 17,2 %). 

Среднегодовой доход на 1 человека, евро (2017) — 19 420 (Франция в целом — 21 110, департамент Па-де-Кале — 18 610).

## Демография
Динамика численности населения, чел.

## Администрация
Пост мэра Вимиля с 2008 года занимает Антуан Ложье (Antoine Logié). На муниципальных выборах 2020 года возглавляемый им центристский список победил в 1-м туре, получив 64,0 % голосов.
| Период | Период | Фамилия       | Партия                  | Примечания           |
| ------ | ------ | ------------- | ----------------------- | -------------------- |
| 1944   | 1971   | Рауль Лебёр   |                         |                      |
| 1971   | 2008   | Жан Коломбель | Разные левые            | ветеринар            |
| 2008   |        | Антуан Ложье  | Социалистическая партия | руководящий работник |

## Галерея

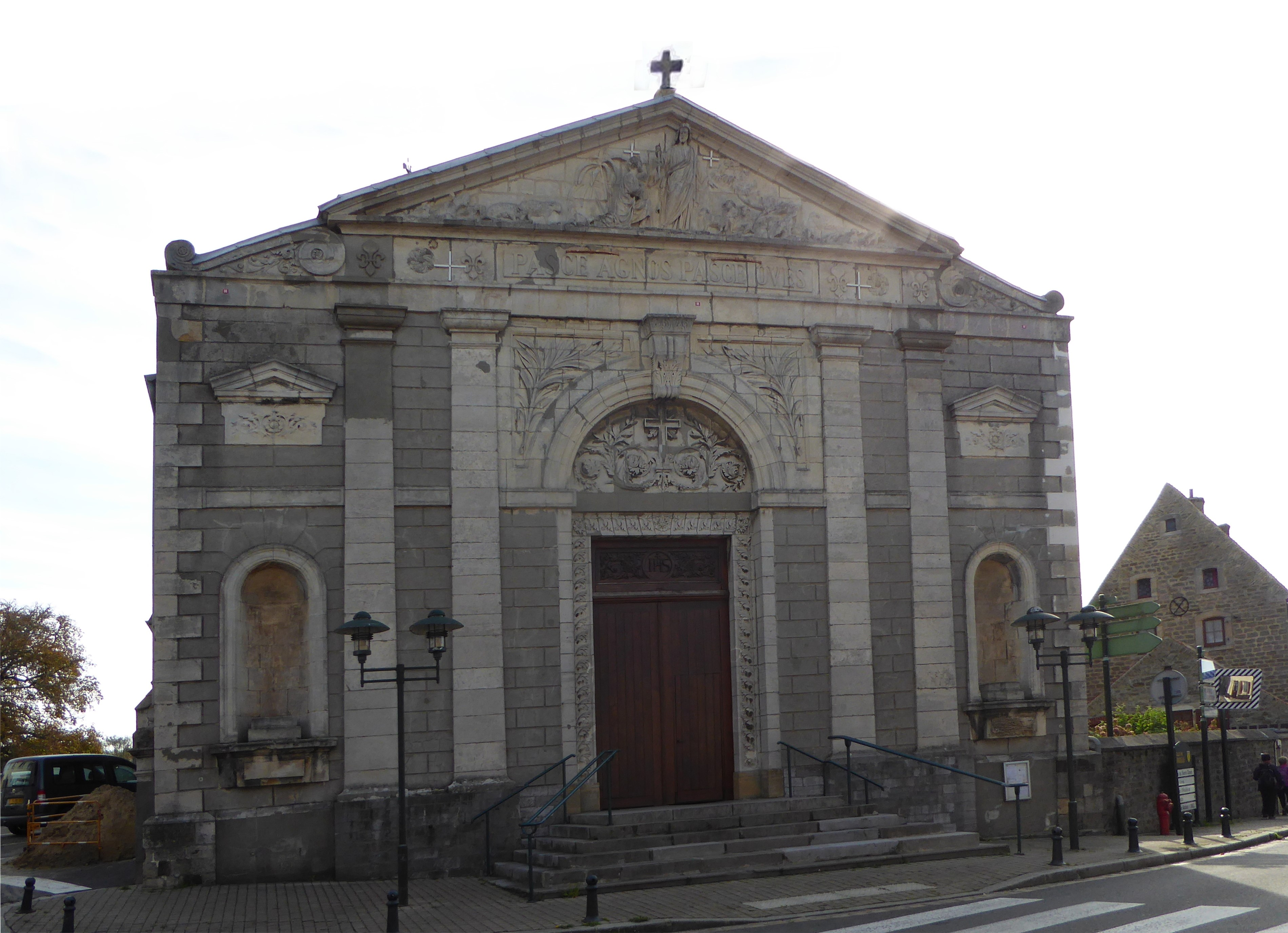
Церковь Святого Петра
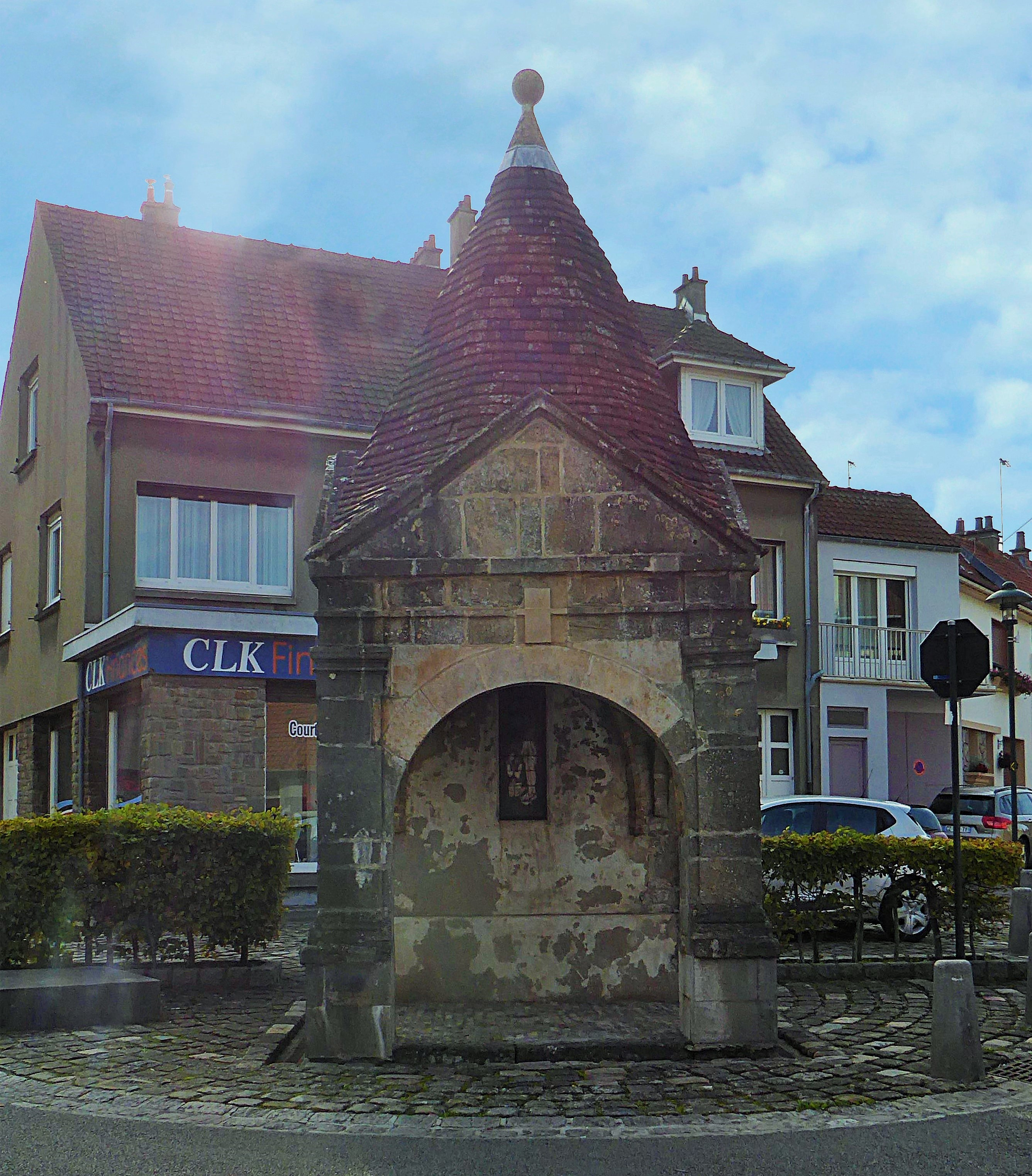
Фонтан XVII века
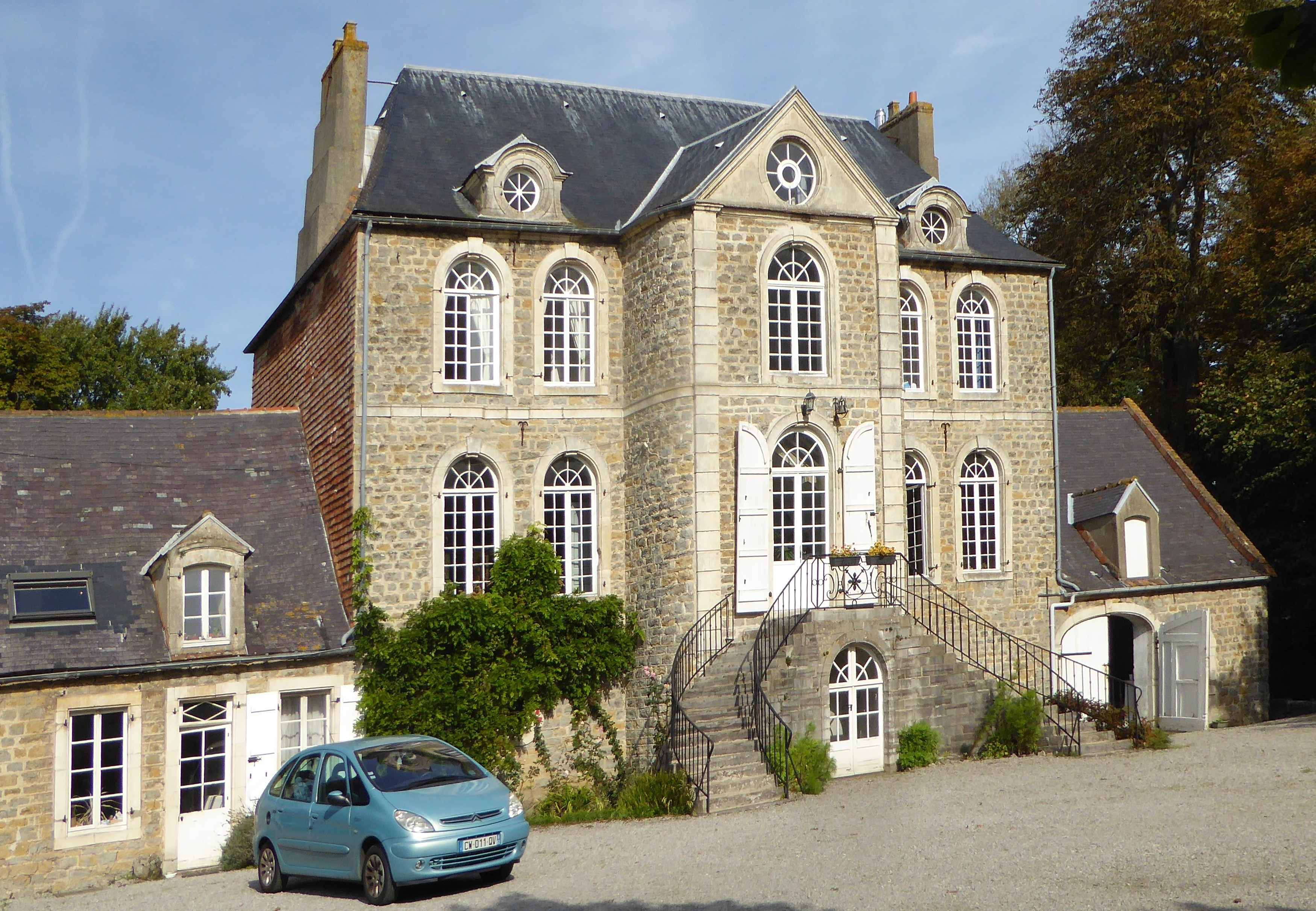
Шато Денакр

1. 1 2  база данных о французских коммунах — Национальный географический институт Франции, 2015.